# Ringer-Bundesliga 2003/04
Die Ringer-Bundesliga 2003/04 war die 40. Saison in der Geschichte der Ringer-Bundesliga. Der VfK Schifferstadt konnte seinen Meistertitel aus dem Vorjahr verteidigen.

## Vorrunde
| Legende | Legende                                 |
| ------- | --------------------------------------- |
|         | Teilnahme an der Endrunde               |
|         | Rückzug zum Saisonende                  |
|         | Absteiger in die 2. Bundesliga          |
| (M)     | Meister der Vorsaison                   |
| (N)     | Aufsteiger aus der 2. Bundesliga        |
| (U)     | Umgruppierung aus der 1. Bundesliga Süd |

Die Wettkämpfe der Vorrunde fanden zwischen dem 16. August und dem 6. Dezember 2003 statt.

### Staffel Nord
Der 1. Luckenwalder SC konnte wie im Vorjahr den Sieg in der Nordstaffel erringen.
| Pl. | Verein                       | K. | Kampfpkte.  | Diff.  | Pkte. |
| --- | ---------------------------- | -- | ----------- | ------ | ----- |
| 01. | 1. Luckenwalder SC           | 16 | 0333:112,5  | +220,5 | 28:40 |
| 02. | AV Germania Markneukirchen   | 16 | 278:144     | +134,0 | 28:40 |
| 03. | RWG Mömbris-Königshofen (U)  | 16 | 261,5:1670  | 0+94,5 | 22:10 |
| 04. | TuS Jena                     | 16 | 217:183     | 0+34,0 | 20:12 |
| 05. | KSV Witten 07                | 16 | 0227:200,5  | 0+26,5 | 18:14 |
| 06. | WKG Halle-Merseburg-Leuna *  | 16 | 210,5:199,5 | 0+11,0 | 14:18 |
| 07. | KSK Konkordia Neuss          | 16 | 201,5:2380  | 0−36,5 | 10:22 |
| 08. | KG Rostock/Warnemünde ** (N) | 16 | 162,5:3110  | −148,5 | 04:28 |
| 09. | FC Erzgebirge Aue            | 16 | 81,5:417    | −335,5 | 00:32 |
| 10. | KG Greiz/Mohlsdorf ***       | 0  | 0:0         | 0±0,0  | 0:0   |

### Staffel Süd
Die Mannschaft des VfK Schifferstadt wurde ebenfalls zum zweiten Mal in Folge Staffelsieger in der 1. Bundesliga Süd.
| Pl. | Verein                    | K. | Kampfpkte.  | Diff.  | Pkte. |
| --- | ------------------------- | -- | ----------- | ------ | ----- |
| 1.  | VfK Schifferstadt         | 16 | 266,5:151,5 | +115,0 | 28:40 |
| 2.  | KSV Germania Aalen (M)    | 16 | 294,5:137,5 | +157,0 | 27:50 |
| 3.  | KSV Köllerbach            | 16 | 0279:151,5  | +127,5 | 22:10 |
| 4.  | SV Siegfried Hallbergmoos | 16 | 0 231:181,5 | 0+49,5 | 22:10 |
| 5.  | SV Germania Weingarten    | 16 | 221:192     | 0+29,0 | 21:11 |
| 6.  | TuS Adelhausen            | 16 | 155:267     | −112,0 | 08:24 |
| 7.  | RKG Freiburg 2000         | 16 | 174,5:2880  | −113,5 | 08:24 |
| 8.  | SC Anger (N)              | 16 | 172,5:2510  | 0−78,5 | 06:26 |
| 9.  | SV St. Johannis 07 (N)    | 16 | 138:312     | −174,0 | 02:30 |

## Play-offs
Die ersten vier Teams jeder Staffel qualifizierten sich für das Viertelfinale.

### Viertelfinale
Die Hinkämpfe des Viertelfinales wurden am 13. Dezember 2003 und die Rückkämpfe am 20. Dezember 2003 ausgetragen.
|                    |                            | 1. Kampf | 2. Kampf | Gesamt   |
| ------------------ | -------------------------- | -------- | -------- | -------- |
| TuS Jena           | SV Siegfried Hallbergmoos  | 8,5:17,5 | 0:40     | 8,5:57,5 |
| 1. Luckenwalder SC | VfK Schifferstadt          | 8:16     | 2:23     | 10:39    |
| KSV Germania Aalen | AV Germania Markneukirchen | 14,5:8   | 15,5:9   | 30:17    |
| KSV Köllerbach     | RWG Mömbris-Königshofen    | 21:2     | 11:8     | 32:10    |

Der TuS Jena verlor den Rückkampf des Viertelfinales mit 0:40, da er mit nur sechs Ringern zum Wettkampf anreiste. Am Ende der Saison zog sich der Verein zudem aus der Bundesliga zurück.

### Halbfinale
Die Halbfinalkämpfe fanden am 27. Dezember 2003 und am 3. Januar 2004 statt.
|                           |                    | 1. Kampf  | 2. Kampf | Gesamt    |
| ------------------------- | ------------------ | --------- | -------- | --------- |
| SV Siegfried Hallbergmoos | VfK Schifferstadt  | 10:10     | 2:26,5   | 12:36,5   |
| KSV Köllerbach            | KSV Germania Aalen | 11,5:10,5 | 8:14     | 19,5:24,5 |

### Finale
Die Finalkämpfe wurden am 9. Januar und am 18. Januar 2004 ausgetragen.
|                   |                    | 1. Kampf | 2. Kampf | Gesamt  |
| ----------------- | ------------------ | -------- | -------- | ------- |
| VfK Schifferstadt | KSV Germania Aalen | 16,5:6   | 12:10    | 28,5:16 |

Vor 2300 Zuschauern sicherte sich der VfK Schifferstadt in der Aalener Greuthalle seine neunte Deutsche Mannschaftsmeisterschaft im Ringen (achte Bundesliga-Meisterschaft).

## Die Meistermannschaft vom VfK Schifferstadt
Die Mannschaft des VfK Schifferstadt sah in der Saison 2003/04 wie folgt aus:
Vitali Railean, Dariusz Jabłoński, Amiran Karndanof, André Zoschke, Włodzimierz Zawadzki, Engin Ürün, Ruslan Bodișteanu, Fatih Aydoğan, Victor Wacker, Wladimir Behrenhardt, Alexander Leipold, Behcet Selimoğlu, Dennis Blum, Richard Wolny, Adam Juretzko, David Bichinashvili, Ara Abrahamian, Manuel Fix, Aftandil Xanthopoulos, Andreas Fix, Arawat Sabejew und Ralf Böhringer